# Ліхтенштейн на зимових Олімпійських іграх 1936
Ліхтенштейн брав участь у Зимових Олімпійських іграх 1936 року в Гарміш-Партенкірхені (Німеччина) — вперше в історії країни, — але не завоював жодної медалі. Князівство представляли 4 спортсмени.
Одним зі спортсменів, що представляли князівство, був племінник засновника заповідника «Асканія-Нова» Едуард Фальц-Фейн. В парі з Ойгеном Бюхелем він посів 18-е місце у змаганнях із бобслею.

### Гірськолижний спорт
Чоловіки
| Спортсмен     | Змагання   | Швидкісний спуск | Швидкісний спуск | Слалом | Слалом     | Слалом | Загальний результат | Загальний результат |
| Спортсмен     | Змагання   | Час              | Місце            | Час 1  | Час 2      | Місце  | Загальні очки       | Міце                |
| ------------- | ---------- | ---------------- | ---------------- | ------ | ---------- | ------ | ------------------- | ------------------- |
| Франц Шедлер  | Комбінація | 11:59.8          | 54               | 2:32.5 | не пройшов | —      | завершив змагання   | —                   |
| Губерт Негеле | Комбінація | 8:09.4           | 51               | 2:16.1 | не пройшов | —      | завершив змагання   | —                   |

### Бобслей
Чоловіки
| Сани  | Спортсмени                     | Змагання | Заїзд 1 | Заїзд 1 | Заїзд 2 | Заїзд 2 | Заїзд 3 | Заїзд 3 | Заїзд 4 | Заїзд 4 | Загальний результат | Загальний результат |
| Сани  | Спортсмени                     | Змагання | Час     | Місце   | Час     | Місце   | Час     | Місце   | Час     | Місце   | Час                 | Місце               |
| ----- | ------------------------------ | -------- | ------- | ------- | ------- | ------- | ------- | ------- | ------- | ------- | ------------------- | ------------------- |
| LIE-1 | Едуард Фальц-Фейн Ойген Бюхель | «двійка» | 1:30.96 | 13      | 1:26.91 | 15      | 1:35.27 | 21      | 1:28.80 | 18      | 6:01.94             | 18                  |